# Clark AA
Clark Athletic Association (Ook als Clark O.N.T. en East Newark Clark AA) is een voormalige Amerikaanse voetbalclub uit East Newark, New Jersey. De club werd opgericht in 1885 en opgeheven in 1909. De club speelde twee seizoenen in de National Association Football League. Hierin werden eenmaal het kampioenschap behaald.

## Erelijst
- National Association Football League

Winnaar (1): 1909
- American Cup

Winnaar (4): 1885, 1886, 1887, 1907
Runner up (1): 1909